# Poli (Meru)
Poli ist ein Verwaltungsbezirk (Ward) des Distrikts Meru in der tansanischen Region Arusha.

## Geografie
Poli liegt im Norden von Tansania, rund 10 Kilometer östlich von Arusha am Fuß des Mount Meru. Der Bezirk hat eine Fläche von 14,9 Quadratkilometern. Bei der Volkszählung 2022 lebten hier 11.399 Menschen in 3378 Haushalten.

## Gliederung
Der Bezirk besteht aus drei Gemeinden (Mtaa) mit acht Orten (Kitongoji):
| Ndatu - Nkura - Mula - Kilalanic | Njoro - Ntuwe - Njoro | Poli - Rumale - Kereshu - Poli Kati |

## Wirtschaft und Infrastruktur
- Bildung: Die Poli Secondary School ist eine weiterführende Schule mit einer Ausbildung für Burschen und Mädchen bis zur 4. Stufe.[6]
- Gesundheit: In Poli befindet sich ein öffentliches Gesundheitszentrum.[7]